# Доланали
Долана́ли (каз. Доланалы) — село у складі Кербулацького району Жетисуської області Казахстану. Входить до складу Жайнак-батирського сільського округу.
Населення — 319 осіб (2021; 305 у 2009, 310 у 1999, 327 у 1989).